# Micah Speight
Micah Speight (Oklahoma City, Oklahoma, 26 de junio de 1998) es un jugador de baloncesto estadounidense que mide 1,78 metros y juega de base, y pertenece a la plantilla de la Fundación Club Baloncesto Granada de la Liga Endesa.

## Trayectoria
Micah es un jugador formado en la universidad de Southern Nazarene Crimson Storm, con el que disputó cuatro temporadas en la NCAA Division II. En su etapa universitaria lograría diversas distinciones individuales con Southern Nazarene, ya que en las temporadas 2017-18, 2018-19 y 2019-20 fue escogido en el quinteto ideal de la temporada en su conferencia. 
En la temporada 2018-19, en la que fue escogido como MVP (jugador más valorado) de la Great American Conference.
En la temporada 2019-20 logró las medias más altas de su carrera, anotando 17,53 puntos por encuentro en los 32 encuentros que disputó (con 37,7 minutos en pista de media). Además, a su aportación ofensiva sumó 4,5 rebotes, 5,47 asistencias y 2,06 robos por partido, por todo esto, fue elegido como mejor defensor del año.
Tras no ser drafteado en 2020, el 13 de agosto de 2020, se confirma su fichaje por el Oviedo Club Baloncesto de la Liga LEB Oro, durante una temporada.
El 2 de julio de 2021, firma por el Palencia Baloncesto de la Liga LEB Oro.
El 7 de julio de 2022, firma por el Morabanc Andorra de la Liga LEB Oro.
El 24 de julio de 2023, firma por el San Pablo Burgos de la Liga LEB Oro.
El 2 de julio de 2024, firma por el Fuerza Regia de Monterrey de la Liga Nacional de Baloncesto Profesional de México. 
El 7 de agosto de 2025 firmó contrato con el Fundación Club Baloncesto Granada de la Liga Endesa española.